# Die Abenteuer der 3 A
Die Abenteuer der 3 A (Les 3 A) ist eine frankobelgische Comicserie.

## Handlung
Der blondhaarige André, der Brillenträger Alain und der unbekümmerte Aldebert sind drei junge Erwachsene, die zusammen ein Pfadfindertrio bilden, das zu Wasser und zu Land unterwegs ist. Auf ihren Ausflügen und Zeltlagern geraten sie immer wieder in spannende Abenteuer oder klären mysteriöse Kriminalfälle auf.

## Hintergrund
Michel Vasseur schrieb die Pfadfinderreihe. Für die Zeichnungen war Mittéï verantwortlich. Die Serie erschien zwischen 1962 und 1967 in der belgischen und französischen Ausgabe von Tintin. Le Lombard begann 1966 die Albenausgabe, die 1979 von Bédéscope abgeschlossen wurde. 2017 erschien eine Gesamtausgabe auf Deutsch beim Verlag BD Must.

## Geschichten
- Der Magier von Castelmont (Le mage de Castelmont, 1962)
- Die Geistergrotte (La grotte aux esprits, 1962–1963)
- Die drei Schreie der Eule (La chouette criera 3 fois, 1963)
- Die Schiffbrüchigen im Nebel (Les naufrageurs de la brume, 1963–1964)
- Die Feuerprobe (L’épreuve du feu, 1964)
- Das Geheimnis der roten Klippen (Le secret des falaises rouges, 1964–1965)
- Zeichen in der Nacht (Signaux dans la nuit, 1965)
- Entern vor Bonifacio (Abordage à Bonifacio, 1966)